# Напад НОВЈ на Брач септембра 1944.
Отпочињући операцију ослобађања Далмације, 26. далматинска дивизија ослободила је током септембра 1944. Брач, Хвар и Шолту. Најтеже борбе вођене су на Брачу и трајале су од 12. до 17. септембра 1944.
Немци су тешко утврдили место Сумартин са околином на источној обали Брача, са намером да га одсудно бране. Ово место било им је веома важно због контроле пловидбе Брачким каналом између Брача и далматинске обале.
Немачка посада Супетра (ојачан 3. батаљон 738. пука 118. ловачке дивизије) се након борбе 12. септембра повукла према Сплиту, док су за Сумартин вођене четвородневне тешке борбе. Коначно је 17. септембра пред мрак упориште освојено, а током следеће ноћи спречени су покушаји пробијања посаде из окружења и евакуације на копно.
Ту је уништен 2. батаљон 738. пука заједно са четом 118. извиђачког батаљона и артиљеријским деловима. Немачки људски губици на Брачу износили су 113 погинулих и 583 заробљена војника.
На Брач се, осим делова 26. далматинске дивизије, искрцао и британски 43. одред командоса, као и знатне артиљеријске снаге. Командоси нису увођени у борбу, а савезничка артиљерија пружала је непосредну подршку јединицама 26. дивизије у борбама.
У операцији су учествовале и савезничке поморске и ваздухопловне снаге. Током напада у циљу ваздушне подршке 14. септембра погинуо је Фрањо Клуз, командант Прве ескадриле НОВЈ.

## Резултат напада
Брач је у тој фази рата био од великог значаја за немачки положај. Држање Брача Немцима је омогућавало несметану пловидбу Брачким каналом. Због тога је Команда југоистока након пада Брача, 18. септембра, захтевала изјашњење штаба Друге оклопне армије „зашто је без наређења евакуисано острво Брач”.